# ジョン・ファロー
ジョン・ファロー（John Villiers Farrow CBE,  1904年2月10日 - 1963年1月27日）は、オーストラリア・シドニー出身の映画監督、映画プロデューサー、脚本家。
1920年代に渡米し、映画界入り。当初は脚本家として活動し、1934年に映画監督デビュー。
1956年、『八十日間世界一周』で第29回アカデミー脚色賞を受賞した。
2番目の妻の女優・モーリン・オサリヴァン（1936年結婚）との間に3男4女をもうけ、うち長女・ミア・ファローは女優になった。
1963年1月27日、心臓発作で死去、58歳。

## 主な作品
監督
- ターザンの逆襲 Tarzan Escapes (1936)
- コメット・オーバー・ブロードウェイ Comet Over Broadway (1938) バスビー・バークレーの後継（クレジットなし）
- 恐るべき告白 Full Confession (1939)
- 暗黒街に明日はない The Saint Strikes Back (1939)
- 暁の勝利 Commandos Strike at Dawn (1942)
- ウェーク島攻防戦 Wake Island (1942) 第8回ニューヨーク映画批評家協会賞 監督賞受賞
- 大空に駈ける恋 You Came Along (1945)
- 最後の地獄船 Two Years Before the Mast (1946)
- カルフォルニア California (1947)
- パンと娘と馬の鼻 Easy Come, Easy Go (1947)
- 栄光は消えず Beyond Glory (1948)
- 大時計 The Big Clock (1948)
- 夜は千の眼を持つ Night Has a Thousand Eyes (1948)
- 夜霧の誘惑 Alias Nick Beal (1949)
- ゼロへの逃避行 Where Danger Lives (1950)
- 銅の谷 Copper Canyon (1950)
- 太平洋の虎鮫 Submarine Command (1951)
- 替え玉殺人計画 His Kind of Woman (1951) 前半部分、後半部分はリチャード・フライシャー監督（クレジットなし）[3]、製作も
- 荒原の疾走 Ride, Vaquero! (1953) 脚本も
- ホンドー Hondo (1953)
- 流刑の大陸 Botany Bay (1953)
- 男の魂 The Sea Chase (1955)
- 地獄の翼 Back from Eternity (1956) 製作も
- 金髪の悪魔 The Unholy Wife (1957) 製作も
- 大海戦史 John Paul Jones (1959) 脚本も

脚本
- 三週間 Three Weekends (1928)
- モスコーの女 The Woman from Moscow (1928)
- 希望の船 The First Kiss (1928)
- 暗黒街の女 Ladies of the Mob (1928)
- 狼の唄 Wolf Song (1929)
- 七日間の休暇 Seven Days' Leave (1930)
- 八十日間世界一周 Around the World in 80 Days (1956)